# Spiramiopsis comma
Spiramiopsis comma är en fjärilsart som beskrevs av George Francis Hampson 1901. Spiramiopsis comma ingår i släktet Spiramiopsis och familjen Brahmaeidae. Inga underarter finns listade i Catalogue of Life.